# Пловдивский университет
Пловдивский университет имени Паисия Хилендарского (болг. Пловдивски университет „Паисий Хилендарски“) — ведущее культурное, образовательное и научное учреждение в Болгарии, крупнейший университет на юге Болгарии и второй по величине в стране после Софийского университета Святого Климента Охридского. Носит имя Паисия Хилендарского, основоположника Болгарского национального возрождения XIX века.

## История
Основан в 1961 году как Высший педагогический институт естественных и математических наук. В 1972 году стал университетом.
Корпуса университета расположены в нескольких местах города: Ректорат (в центре города — ул. Царя Асена, 24), Новый корпус (в южной части — бул. Болгария, 236), корпус на ул. К. Пеева возле ректората), корпус биологического факультета (в Старом городе, рядом со Старым театром). Филиалы университета открыты в городах Смолян и Кырджали.
Сегодня Пловдивский университет «Паисий Хилендарский» готовит студентов более чем по 60 специальностям в области естественных, гуманитарных, социальных и экономических наук. В Пловдивском университете работает более 900 преподавателей и сотрудников, из которых 550 высококвалифицированных штатных преподавателей — 30 профессоров, 160 доцентов, 360 ассистентов. Более 8000 студентов очной формы обучения и около 5000 студентов заочной формы обучения на 9 факультетах.

## Факультеты
- Биологический факультет
- Факультет «Экономические и социальные науки»
- Факультет математики и информатики
- Педагогический факультет
- Физический факультет
- Филологический факультет
- Философский и исторический факультет
- Химический факультет
- Юридический факультет

В университете есть библиотека, издательство, информационный центр, специализированные лаборатории, языковые классы, мультимедийные и компьютерные классы, центр дистанционного обучения, центр профориентации, исследовательский отдел, спортивный центр, учебный театр, технические центры, сервисные и сервисные центры. Университет поддерживает активные международные контакты практически со всеми странами Европы, США и странами Азии и Африки.

## Почётные доктора Пловдивского университета
- Анчелотти, Карло
- Бонев, Христо
- Додунеков, Стефан
- Кендеров, Петр
- Сендов, Благовест
- Стоичков, Христо
- Юхновский, Иван

## Известные преподаватели и выпускники
- Арсений (Лазаров)
- Габриэль, Мария
- Габдулхаев, Билсур Габдулхаевич
- Георгиева, Елена
- Даскалов, Христо
- Захариева, Екатерина
- Илчев, Пётр
- Пантев, Андрей
- Любен Станев
- Тошев, Юрий